# هرتسبرغ (إلستر)
هرتسبرغ (الشتر) (بالألمانية: Herzberg (Elster)) هي مدينة و بلدة ألمانية تقع في ألمانيا في براندنبورغ.  يقدر عدد سكانها بـ 10,792 نسمة .

## المدن التوأمة
مدن بودينغن، سفيبودزين، ديكسون (إلينوي) و Soest هي مدن توأمة لـهرتسبرغ (الشتر).

## أعلام
- لويز فون فرانسوا